# La commedia umana (film 1943)
La commedia umana (The Human Comedy) è un film del 1943 diretto da Clarence Brown, tratto dall'omonimo romanzo di William Saroyan pubblicato a New York nel 1943.

## Trama
Drammatica esistenza di una famiglia americana, durante la seconda guerra mondiale, con un figlio militare che si trova sul fronte europeo. Viene raggiunta improvvisamente dalla notizia della morte del suo amato familiare, portata da un commilitone gravemente ferito ed invalido che prenderà il posto del figlio morto nell'affetto della famiglia.

## Produzione
Le riprese del film, prodotto dalla Metro-Goldwyn-Mayer (MGM), durarono dal 2 settembre a metà novembre 1942.

## Distribuzione
Il copyright del film, richiesto dalla Loew's Inc., fu registrato il 10 marzo 1943 con il numero LP11934.
Venne presentato in prima a New York il 2 marzo 1943.

## Riconoscimenti
- Premi Oscar 1944
  - Oscar al miglior soggetto (William Saroyan)